# 維珍尼亞級核動力導彈巡洋艦
維珍尼亞級核動力飛彈巡洋艦（Virginia-class cruiser，又稱CGN-38級）是美國海軍在1970年代建造的核動力巡洋艦，於1970年代至1990年代服役。維珍尼亞級核動力巡洋艦共建造了4艘，分別為維珍尼亞號、德克薩斯號、密西西比號和阿肯色號。該級巡洋艦是美國海軍第四級、也是迄今美國海軍最後一級核動力飛彈巡洋艦。

## 設計
由於尼米茲級核動力航空母艦製造成功和開始服役，1960、70年代的美國海軍只有3艘核動力巡洋艦已無法滿足它的需要。因此美國海軍提出了發展加利福尼亞級和維珍尼亞級核動力巡洋艦的計劃。其中，維珍尼亞級共建造了4艘，分別為維珍尼亞號、得克薩斯號、密西西比號和阿肯色號。其首艦維珍尼亞號於1972年動工，1974年下水，1976年9月開始服役。本級艦原本計劃建造11艘，後來的7艘準備安裝當時最新式的宙斯盾系統。但是由於造價昂貴，同時也因為提康得羅加級已開始服役，建造多7艘巡洋艦的計劃沒有實現。
此艦級的主要任務是要與航空母艦組成混種編隊，在危機發生的時候迅速到達指定海域，為航空母艦編隊提供了遠程防空、反潛和反艦保護。同時也為兩棲作戰提供一定支援。它是美國第一艘能綜合指揮和可控制的導彈巡洋艦，具有獨立的作戰能力和協同其他艦艇對付空中、水面和水下的威脅，更可在全球海洋範圍內執行各種作戰任務。該級艦各個方面的設計都從自動化考慮，因而比加利福尼亞級少船員約90至100人左右。此外，它還著重考慮了士兵的居住環境，令它的生活條件變得舒適，有利艦員長期在海上生活。該艦級裝備了美國海軍當時先進的綜合指控系統和武器系統，而且在建造時就考慮了之後的改裝需要。自從八十年代起，該級艦先後進行了幾次改裝，不但防空、反潛能力提高，而且還具備了對地攻擊能力，大大提高了該艦級對執行任務的靈活性。

### 整體特徵
該級艦長179米，寬19米，吃水9.3米。輕載排水量10,663噸，滿載排水量11300噸。該級艦動力裝置為雙槳雙舵核動力齒輪轉動蒸汽機推進系統。2具通用電氣公司的D2G型壓水冷卻反應堆，總功率為70000匹，其使用週期長達十五年。該反應堆通過熱交換器向減速齒輪箱提供蒸汽，使艦艇的航速超過30節。

### 佈置
該級艦為高乾舷平甲板型，全艦呈細長形狀，艦首部也較長，尾部則為凸式方尾。它的上層建築分為首尾兩部份，中間由一甲板室相連。首部為橋樓甲板，上方為一錐型塔桅，內有電子設備。艦橋設在艦長室前面，靠近作戰情報指揮中心，便於艦長由其住艙直達艦橋。艦尾部末端為直升機飛行甲板，甲板下方艦體內建有機庫。機庫採用套筒式機庫蓋，是美國海軍戰後第一艘採用艦體機庫的巡洋艦。

### 武器裝備
維珍尼亞級的中程反艦武器是著名的魚叉反艦導彈。捕鯨叉反艦導彈佈置在艦橋前端的01平臺上，是2座四聯裝發射裝置。捕鯨叉在0.9馬赫速度時的射程為約130公里。此外，在艦首尾各有一座MK-45單管127mm艦炮。維珍尼亞級的戰斧反艦型導彈射程為450公里，導彈彈頭裝藥455公斤，其主要擔負遠程反艦的作戰任務。
維珍尼亞級設有2座在1980年代後期在其尾部的飛行甲板外加裝的MK-44四聯箱式戰斧巡航導彈發射裝置。其可發射對地攻擊和反艦戰斧導彈。核裝藥型射程為2500公里，命中誤差為80米；常規彈頭型射程為1300公里，命中誤差僅為10米。戰斧導彈的上艦，使該級艦由海空作戰的殺手一躍而成為對陸攻擊的遠程炮手。

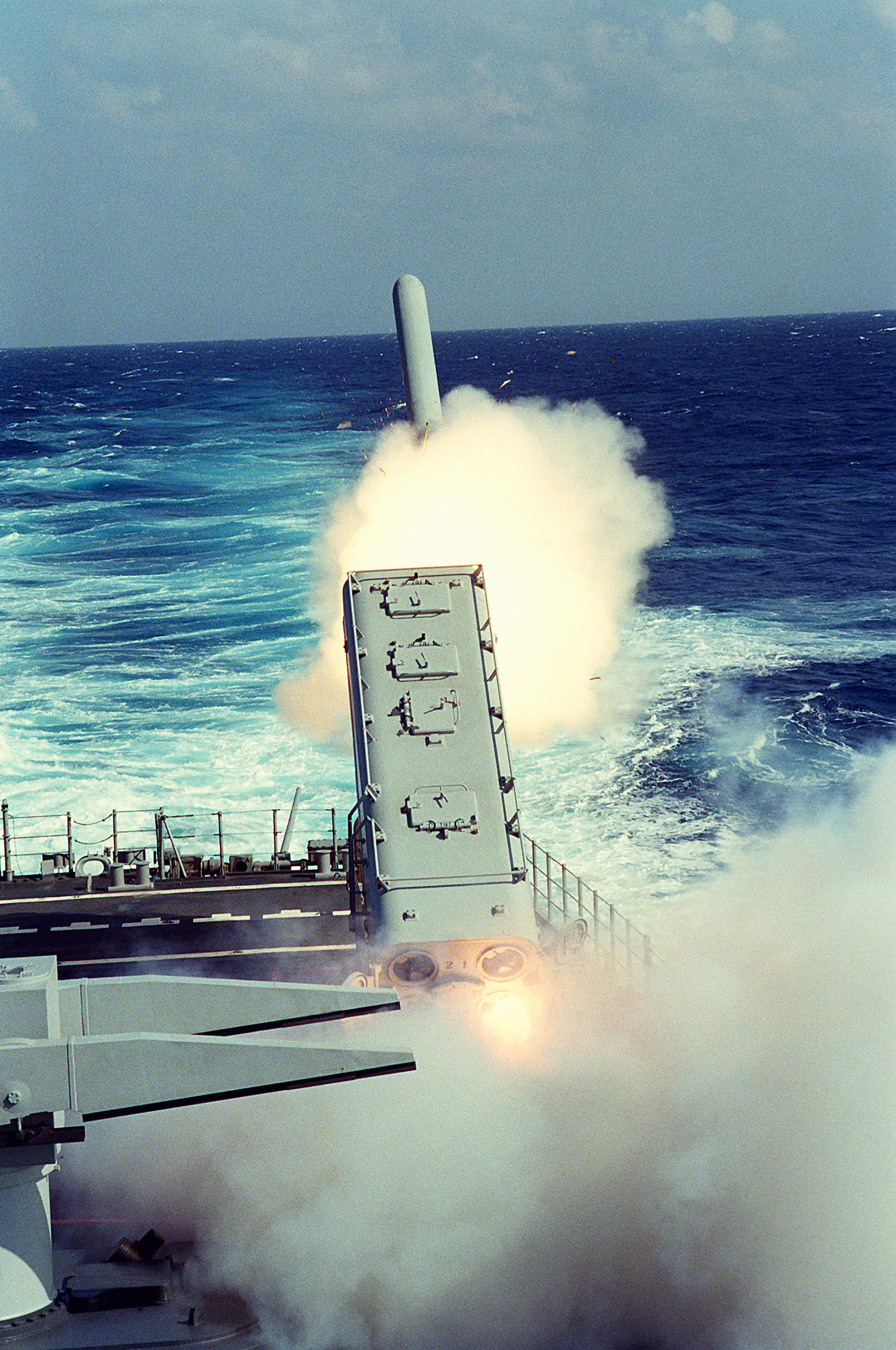
由密西西比號上的MK-44四聯箱式發射裝置發射的BGM-109战斧巡航导弹。攝於沙漠風暴行動期間的伊拉克附近海域。

該艦首尾各有一座雙聯MK-26導彈發射裝置，主要發射標準Ⅱ型中遠程防空導彈和阿斯洛克反潛導彈。一般情況下裝標準Ⅱ型導彈44枚，阿斯洛克導彈24枚。它的裝備不僅大大提高了該級艦自身的防空能力，還極大地增強了美海軍航母編隊的整體對空作戰效能；特別是增強了其在複雜電子對抗條件下遠距離抗擊敵反艦導彈攻擊的能力。另外，艦上還裝有2座方陣近迫武器系統，用於超低空攔截突破了外層防線的來襲導彈。

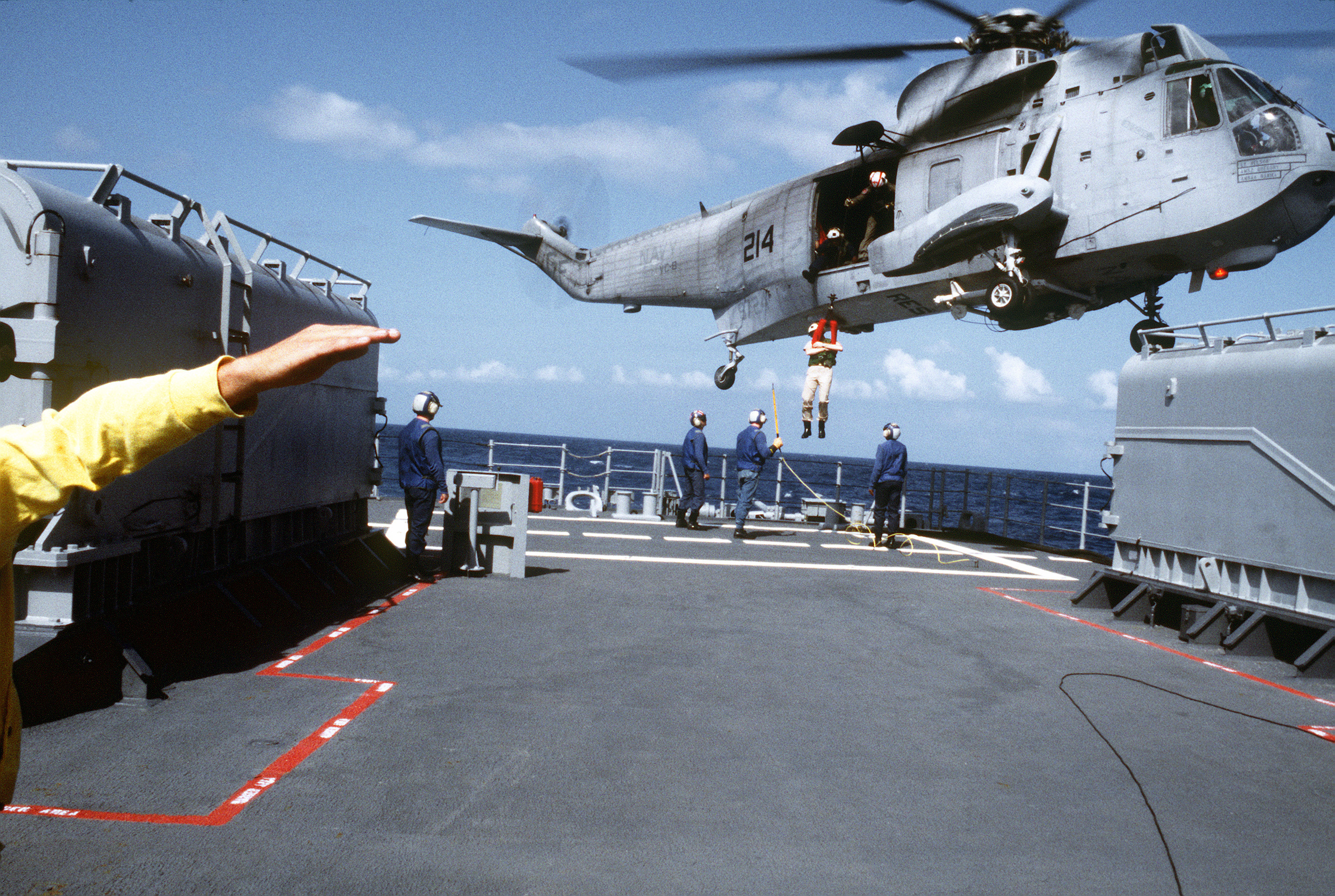
一架在密西西比號上的SH-3海王式直昇機。飛行甲板上的MK-44四聯箱式戰斧巡航導彈使直升機難以在飛行甲板上運作。

美國海軍的巡洋艦一般都不以反潛作戰為主，該級艦也不例外。自1980年代在艦尾加裝了戰斧導彈發射裝置後，直升機已不再上艦。由MK-26發射裝置發射的"阿斯洛克"反潛導彈是其主要反潛裝備。此外，該艦還裝備有2座MK-32三聯裝反潛魚雷發射管，只用於本艦的自衛。
該級艦作戰指揮系統非常先進。其作戰情報中心位於艦橋下方，內設全集成的作戰指揮系統。該系統由7台UYK-7型電腦、19個操作顯控臺和2個大型水準顯控臺組成。它使用公用電腦進行各種數據處理；武器分配併入指控程式；所有電腦控制均在作戰情報中心內，這樣有利於提高資訊交換率，減短反應時間。該艦裝有SPS-48A三座標對空警戒雷達等。艦用火控系統包括1套MK-74導彈火控系統、1套MK-86火炮火控系統和1套MK-116反潛導彈火控系統 。其電子戰設備採用了AN/SLQ-32電子戰系統。

## 服役簡史
美國維珍尼亞級核動力巡洋艦曾於大西洋艦隊和太平洋艦隊服役，密西西比號和維珍尼亞號也參與過沙漠風暴行動。
維珍尼亞級的艦隻主要是計劃作為防空艦艇，亦因搭載海鷹反潛直升機而補足了航母戰鬥群於反潛力量上的不足。巡洋艦亦可作為小分艦隊的指揮艦作戰。巡洋艦的作戰方針是「保持海上通道暢通」，而在艦上搭載巡航導彈是其中一個可行性。
本級巡洋艦所參與過的行動包括在1982年至1983年前往黎巴嫩和錫德拉灣，並在兩伊戰爭期間進入阿拉伯海。在沙漠風暴行動的時候本級所有巡洋艦均由參與。它們有些被作為小分艦隊的指揮艦在作戰。維珍尼亞號從地中海發射兩枚戰斧巡航導彈劇中在伊拉克的目標，這是巡航導彈在戰鬥中使用最長的距離。

### 過早退役
維珍尼亞級巡洋艦提早退役受到一些批評。他們是新建的，亦是現代化的船舶；也被賦予了新的電子設備。它們本來非常適合現代戰爭，因為它們有可以速射的MK-26導彈發射裝置，又可以發射強大的標準Ⅱ型中遠程防空導彈。而早期退役的巡洋艦使用較慢發射的MK-10導彈發射裝置和需要以人手裝彈的魚雷發射管。
然而，維珍尼亞級巡洋艦的MK-26導彈發射器不能發射SM-2ER遠距離對空導彈和SM-2MR中程對空導彈。這對於它的能力，是一個顯著的限制。另一個弱點是不能使用直升機，因為戰斧巡航導彈的發射器已在飛行甲板上安裝。
注定維珍尼亞級核動力巡洋艦要退役是因為經濟問題。由於它們的核燃料即將到期，美國要為它們更換的核燃料和大修工程都是昂貴的項目，加上購新船的成本只是大修的一半左右。此外，巡洋艦還需要大量的海軍士兵，會令海軍人力資源緊張。1996年美國海軍研究指維珍尼亞級巡洋艦每年的運行成本約是4000萬美元，比起兩個有更強大的神盾戰鬥系統的提康德羅加級巡洋艦或阿利·伯克級驅逐艦，它們都分別只需2800萬美元和2000萬美元。鑑於作為一艘成本較高巡洋艦，提早退役是無可避免的。而早期缺乏垂直發射系統的提康德羅加級巡洋艦有同樣短的職業生涯，它們只有18至21年之間的服役時間。

## 圖片集

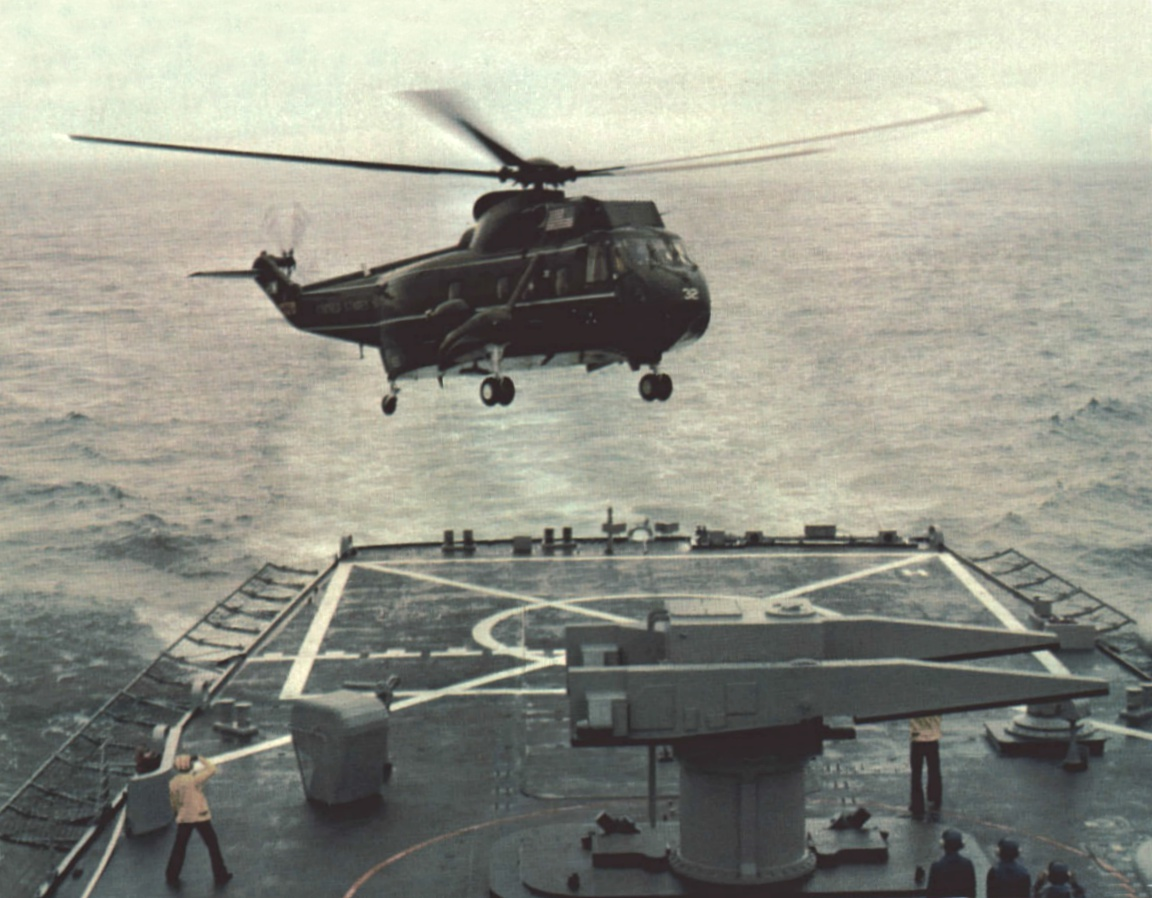
1978年的密西西比號，飛行甲板尚未改裝。
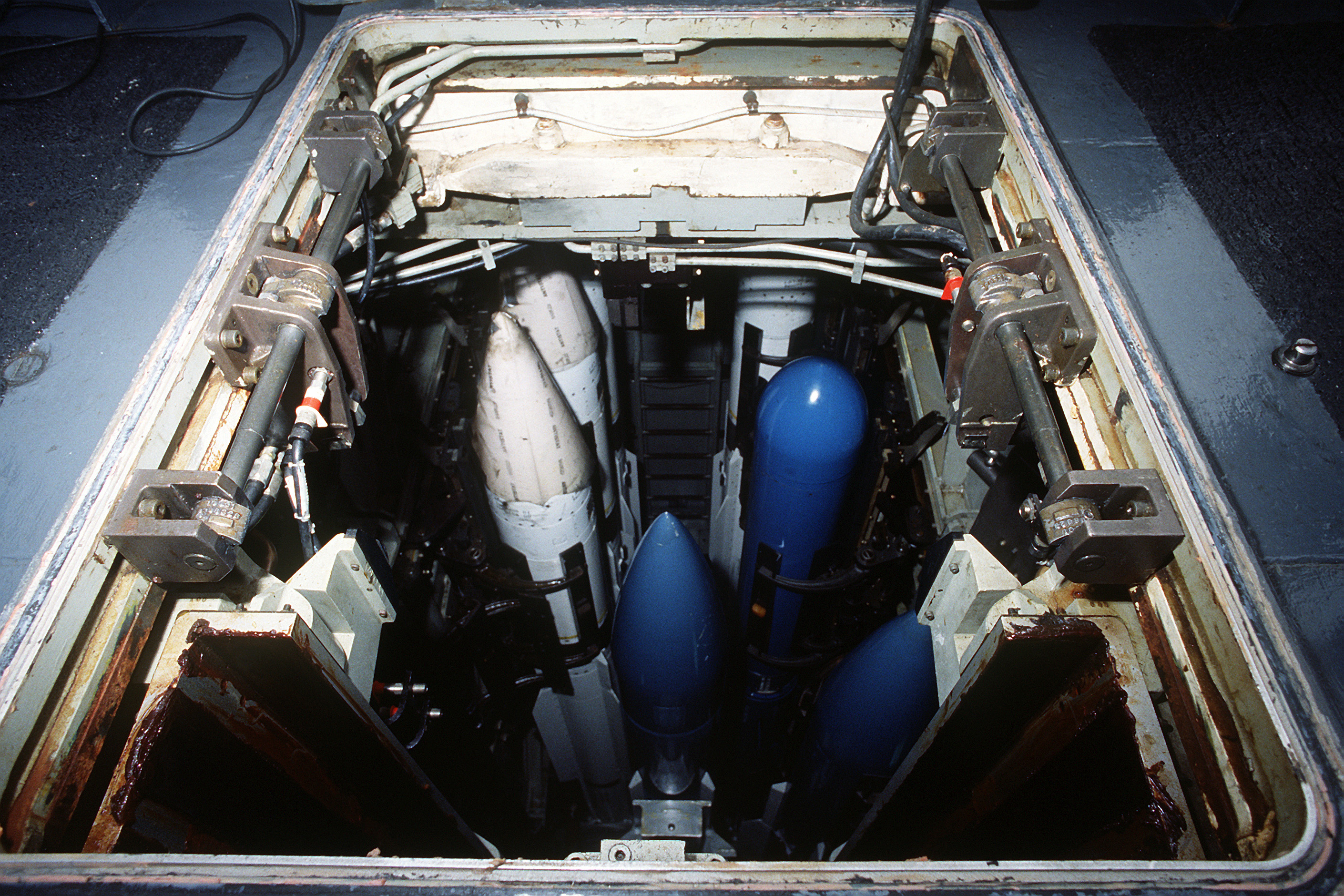
阿肯色號上的MK-26導彈發射裝置。
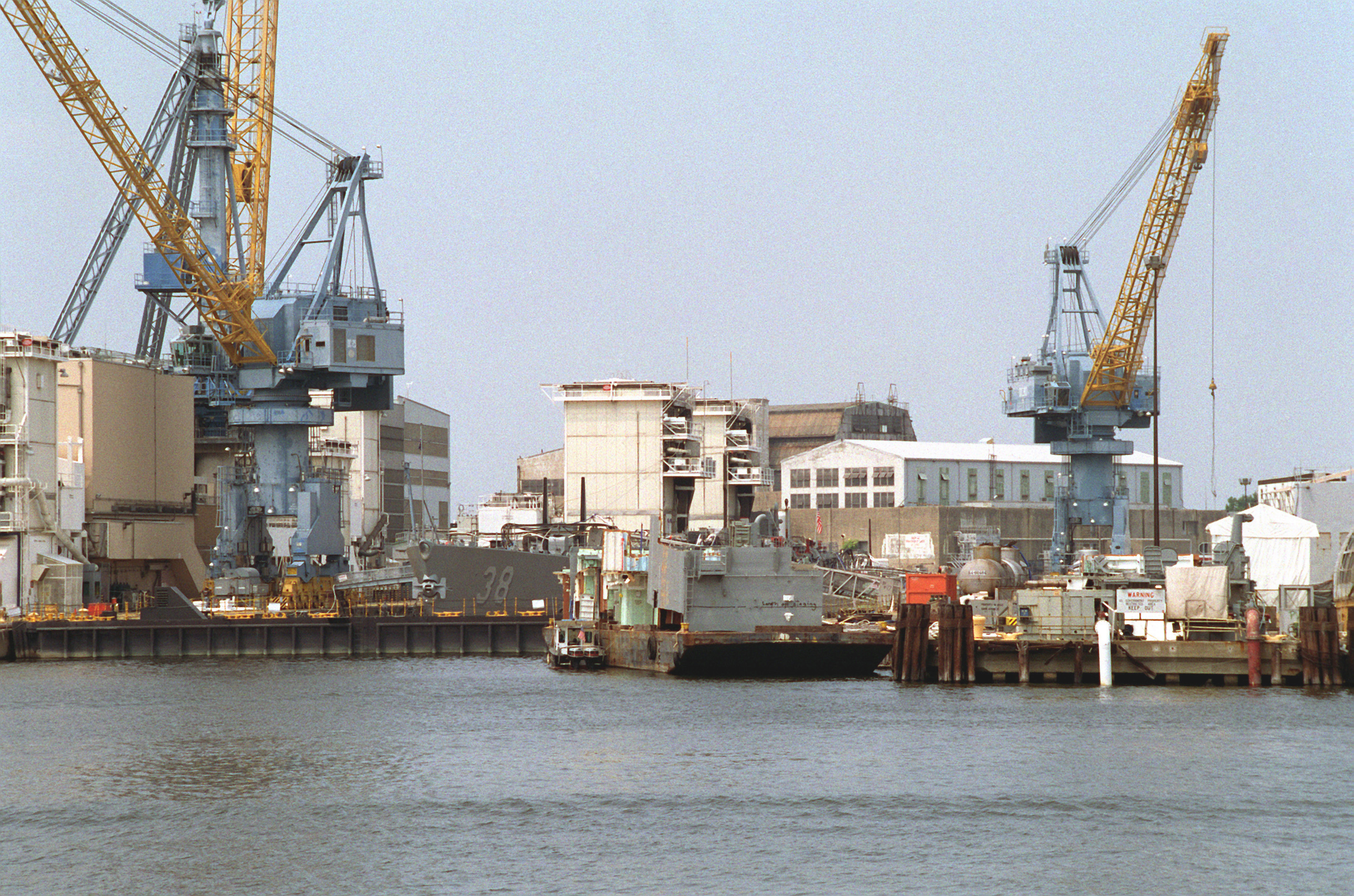
正在拆解中的維珍尼亞號。

## 備註
1. ↑  湯瑪斯·蓋茲號（CG-51）服役了18年[11]，提康德羅加號（CG-47）服役了21年[12]。

## 延伸閱讀
- Books Llc. . General Books LLC, 2010. 2010年11月24日. ISBN 9781156904886.
- Jostens. . Jostens.   [2016-01-02]. （原始内容存档于2019-09-02）.